# Hellsing
Hellsing är en japansk manga och anime som handlar om Hellsing, en organisation som arbetar för att skydda den engelska kronan mot alla övernaturliga hot.
Hellsing skapades först som en manga år 1997 som bestod av 10 volymer som sedan adapterades till en anime bestående av 13 avsnitt.

## Handling
Hellsing handlar om en organisation i England med namnet Hellsing, efter grundaren (Abraham van Helsing, mannen som besegrade Dracula), och hans ättling Integra Hellsing som nu styr organisationen. Dessa har till uppgift att ta kål på vampyrer och likätare eller ghouls som de kallas på engelska, och de har hjälp av Integras trogne tjänare Alucard som är den sista av de riktiga vampyrerna och mycket stark. Dessa vampyrer har en stark önskan att få bort Hellsing-organisationen eftersom den hotar deras plats på jorden.
I början av serien ger Alucard polisen Seras Victoria ett val: att dö eller att leva som en vampyr. Senare element i handlingen inkluderar nazistvampyrer från andra världskriget som vill ta över världen samtidigt som det är krig mellan katoliker och protestanter. Hellsing är en mycket mörk och melankolisk anime som handlar om katolikernas, protestanternas, nazisternas och vampyrernas värld. Rivalerna till Hellsing är Iscariot som är också är en vampyrbekämpande organisation. Deras ledare är Enrico Maxwell, en präst som hatar protestanter och avskyr Alucard och Integra. Han har en tjänare som dräper vampyrer, det är fader Alexander Anderson, som är en mycket stark människa och har en unik förmåga: när han förlorar en kroppsdel kan det växa ut en ny igen.
Den andra rivalen (som också är Iscariots fiende) är Millennium "Letze Battalion" som är nazistvampyrer från andra världskriget, vars ledare är den sadistiske och sinnessjuke Majoren(hans namn blir aldrig nämnt). Majorens plan är att starta ett krig som ska vara i tusen år, och han har knappast några motiv varför han vill kriga, han gör det bara för att ha "kul". Majoren själv erkänner att han inte bryr sig om han vinner eller förlorar så länge han får kriga, han njuter av att både vinna och att förlora. Till Millenniums förfogande står den siste varulven som endast kallas för Kapten, Rip Van Winkle, som kan styra sina kulor och på så vis döda flera fiender med en enda kula och varkatten Schrödinger. Schrödinger kan så länge han kan känna igen sig själv dyka upp var han vill, och han kan inte dö. Schrödinger har en sextonårings kropp och är före detta medlem av Hitlerjugend.
När Seras Victoria blir vampyr är hon inte riktigt stark än, på grund av att hon inte dricker blod, och anledningen är just att hon försöker vara mänsklig och inte accepterar att hon är vampyr. Senare i serien blir hon en fullvärdig vampyr. Hellsings agenter är Alucard, Integra, Seras och deras butler Walter C Dornez som vars hemliga vapen är trådar som kan skära genom allt. Dornez var med i andra världskriget 1944 i Warszawa och hjälpte Alucard (under den tiden hade han förvandlat sig till en flicka) att förstöra vampyrprojektet som nazisterna ville använda för att vinna kriget. Projektet förstördes och Majoren och hans tusen Waffen SS-vampyrer lyckades klara sig undan och försvann med sin zeppelinare till Sydamerika. Efter Valentinebrödernas massaker mot Hellsings huvudbas med en armé av ghouls, anställer Hellsing Wild Geese mercenaires, ett kompani med legoknektar som leds av den fransk-svenske kapten Bernadotte.
I slutet på serien lurar Millennium bort Alucard till ett skepp mitt ute på havet där Löjnant Rip Van Winkle försöker döda honom, men han blir istället absorberad av Alucard. Det visar sig att Millennium egentligen ville lura bort Alucard från London så att Letze Battalion kunde massakrera London. Hellsings högkvarter blir attackerat av Millenniums vampyrer, ledda av den barbariska Löjtnant Zorin Blitz. Pip Bernadotte blir dödad av Löjtnant Blitz när han försöker rädda Seras som han är kär i. Seras suger i sig Pips blod (vilket gör att de kan vara tillsammans för alltid) och dödar alla Millenniums vampyrer i högkvarteret och räddar den handfull av legosoldaterna som ännu lever. Iscariot attackerar London med sin egen armé av vampyrdräpare och ett stort slag äger rum mellan dem och Millennium. Enrico Maxwell börjar döda de londonbor som ännu lever, vilket fader Alexander tycker är fel. Alucard återvänder till London och släpper lös en armé av alla de liv han sugit i sig, bland annat Rip Van Winkle, som spetsar alla vampyrerna och den katolska armén på pålar. Fader Alexander kastar ner Enrico till Alucards armé och låter honom bli spetsad. Sedan slåss han med Alucard, men förlorar. Alucard anser sig ha vunnit och börjar suga i sig blodet från de miljoner människor som dött i London.
Schrödinger skär av sig huvudet och låter Alucard suga i sig hans blod. När Alucard gör det börjar han försvinna och löses till sist upp i tomma intet. Majoren förklarar att genom att suga i sig Schrödingers blod har Alucard också sugit i sig han krafter, men eftersom Alucard har miljoner liv i sig kan Schrödinger inte känna igen sig själv bland dem och det kan inte heller Alucard som fått Schrödingers krafter. Det visar sig att allt Majoren gjort syftar till att leda Alucard i en fälla och förvandla honom till "ett par påhittade siffror". Seras utmanas i en våldsam duell med Kaptenen som har ett stort övertag, fram tills han med flit sparkar en silvertand till Seras som hon använder för att döda honom. Kaptenen motar dock döden med ett leende. Alla Majorens tjänare är döda, men han har ändå vunnit. Integra skjuter i vrede honom i huvudet. Men majoren skjuter även mot henne samma sekund, och Integra träffas i vänstra ögat. Precis som Kaptenen dör Majoren med ett förvånansvärt fridfullt leende. Seras bär ut den skadade Integra ur luftskeppet som till sist går under i lågor.

## OVA
Hellsing Original Video Animation (OVA) eller Hellsing Ultimate består av 10 avsnitt på drygt en timme (speltiden varierar). Ungefär 90% av mangan återberättas, ändringar innefattar att Schrödinger t.ex. introduceras annorlunda och vissa mindre scener tas bort helt. Den engelska dubben adapterades av Taliesin Jaffe.

### Rollista (engelska)
| Rollfigur                                 | Röst                          |
| ----------------------------------------- | ----------------------------- |
| Alucard/Dracula                           | Crispin Freeman               |
| Seras "Kitten" Victoria                   | K.T. Gray                     |
| Integra Fairbrock Wingates Hellsing       | Victoria Harwood              |
| Walter C. Dornez                          | Ralph Lister                  |
| Alexander Anderson/ Richard Hellsing      | Steve Brand                   |
| Pip Bernadotte                            | Yuri Lowenthal                |
| Majoren                                   | Gildart jackson               |
| Enrico Maxvell/ Cheddar Preist/SS-officer | J.B. Blanc                    |
| Zorin Blitz                               | Helena Taylor/Rachel Robinson |
| Sir Shelby M. Penwood                     | Stuart Mclean                 |
| Doktorn                                   | Marcelo Tubert                |
| Fänrik Schrödinger                        | Laura Bailey                  |
| Luke Valentine                            | Patrick Seitz                 |
| Jan Valentine                             | Josh Phillips                 |
| SS-ubersturmfhurer Rip Van Winkle         | Kari Whalgren                 |
| Heinkel Wulfe/ Seras och pip som barn     | Karen Strassman               |
| Yumi                                      | Siobhan flynn                 |
| Tublacain Alhambra                        | Steve wilcox                  |
| Abraham Van Hellsing                      | Curt Lowens                   |
| Kriegsmarine befäl                        | Liam O`Brian                  |
| SS-StandartenFhurer                       | Michael Coleman               |
| Pips farfar/Sir hughes Irons              | Doug Stone                    |
| Vilda gässen medlemmar                    | Dino Andrade/Taliesin Jaffe   |
| Vilda gässen befäl                        | Travis Willingham             |
| Drottningen av England                    | Pamela Salem                  |
| Polischef                                 | Emmett Humphries              |
| Befäl under Zorin Blitz                   | Matthew Mercer                |
| Olika SS-Män                              | Zach Hanks                    |

### Rollista (japanska)
| Rollfigur                           | Röst               |
| ----------------------------------- | ------------------ |
| Alucard/Dracula                     | Jouji Nakata       |
| Seras Victoria                      | Fumiko Orikasa     |
| Integra Fairbrook Wingates Hellsing | Yoshiko Sakakibara |
| Alexander Anderson                  | Norio Wakamoto     |
| Walter C. Dornez                    | Motomu Kiyokawa    |
| Pip Bernadotte                      | Hiroaki Hirata     |
| Enrico Maxwell                      | Sho Hayami         |
| Majoren                             | Nobuo Tobita       |
| Zorin Blitz                         | Yoko Soumi         |
| Rip Van Winkle                      | Maaya Sakamoto     |
| Sir Shelby M. Penwood               | Masashi Hirose     |
| Schrödinger                         | Ryoko Shiraishi    |
| Doktorn                             | Hiroshi Naka       |
| Luke Valentine                      | Takehito Koyasu    |
| Jan Valentine                       | Wataru Takagi      |
| Heinkel Wulf                        | Mitsuki Saiga      |
| Yumi                                | Yuko Kaida         |
| Vilda gässen befäl                  | Atsushi Imaruoka   |
| Pips farfar                         | Katsuhisa Houki    |